# Chemilly (Allier)
 Chemilly  ist eine französische Gemeinde mit 588 Einwohnern (Stand 1. Januar 2022) im Département Allier in der Region Auvergne-Rhône-Alpes. Sie gehört zum Arrondissement Moulins und zum Kanton Souvigny.

## Lage
Die Gemeinde Chemilly liegt acht Kilometer südlich der Innenstadt von Moulins. Die Flüsschen Guèze und Veines durchqueren das Gemeindegebiet und münden hier in den Allier. Nachbargemeinden von Chemilly sind Bressolles im Norden, Toulon-sur-Allier und Bessay-sur-Allier im Osten, La Ferté-Hauterive (Berührungspunkt) und Châtel-de-Neuvre im Süden sowie Bresnay und Besson im Westen. In Chemilly überquert die Autoroute A79 den Fluss Allier.

## Bevölkerungsentwicklung
| Jahr                       | 1962 | 1968 | 1975 | 1982 | 1990 | 1999 | 2006 | 2016 | 2022 |
| Einwohner                  | 443  | 427  | 405  | 496  | 608  | 561  | 636  | 634  | 588  |
| Quellen: Cassini und INSEE |      |      |      |      |      |      |      |      |      |

## Sehenswürdigkeiten

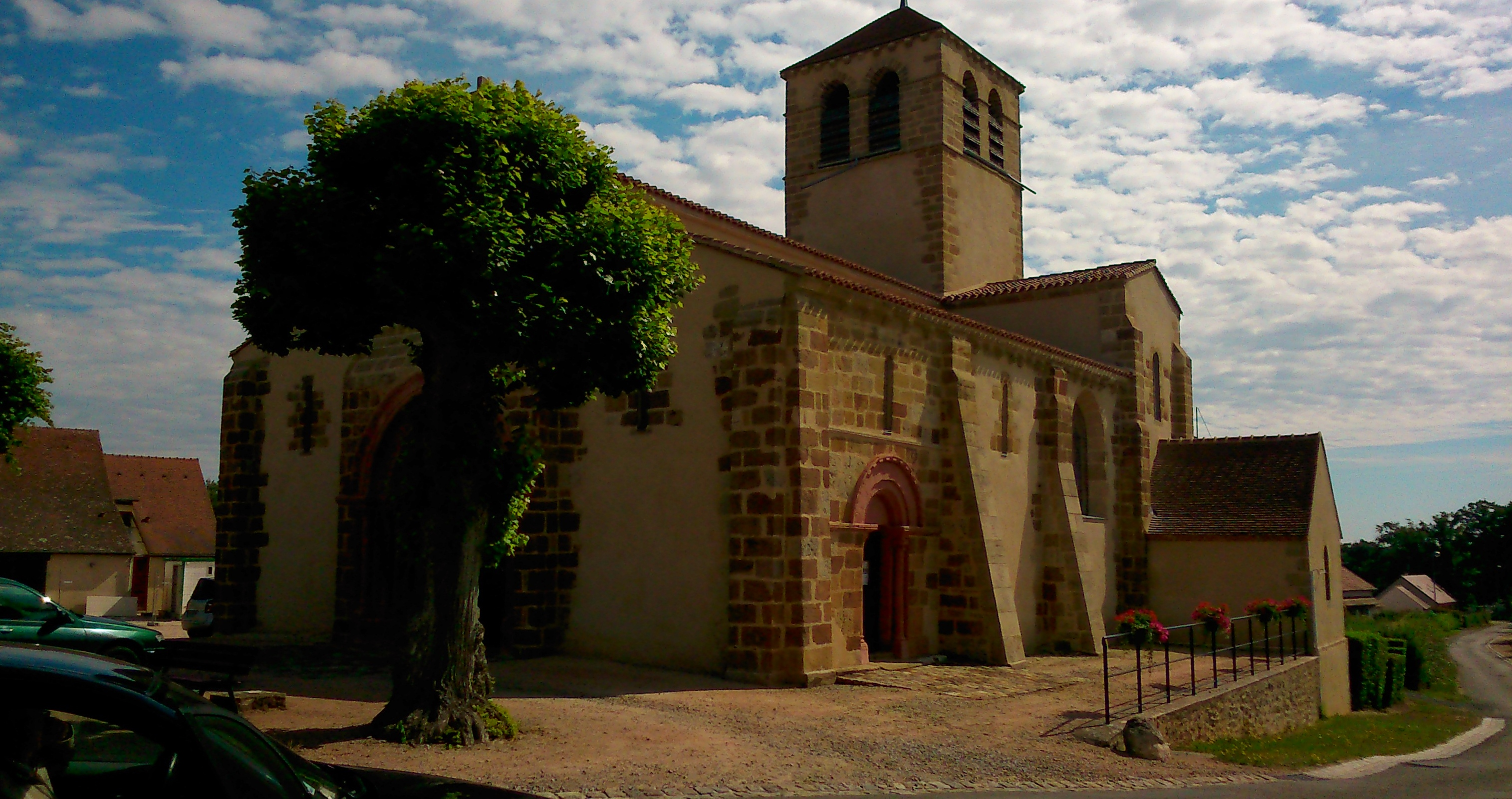
Kirche Saint-Denis
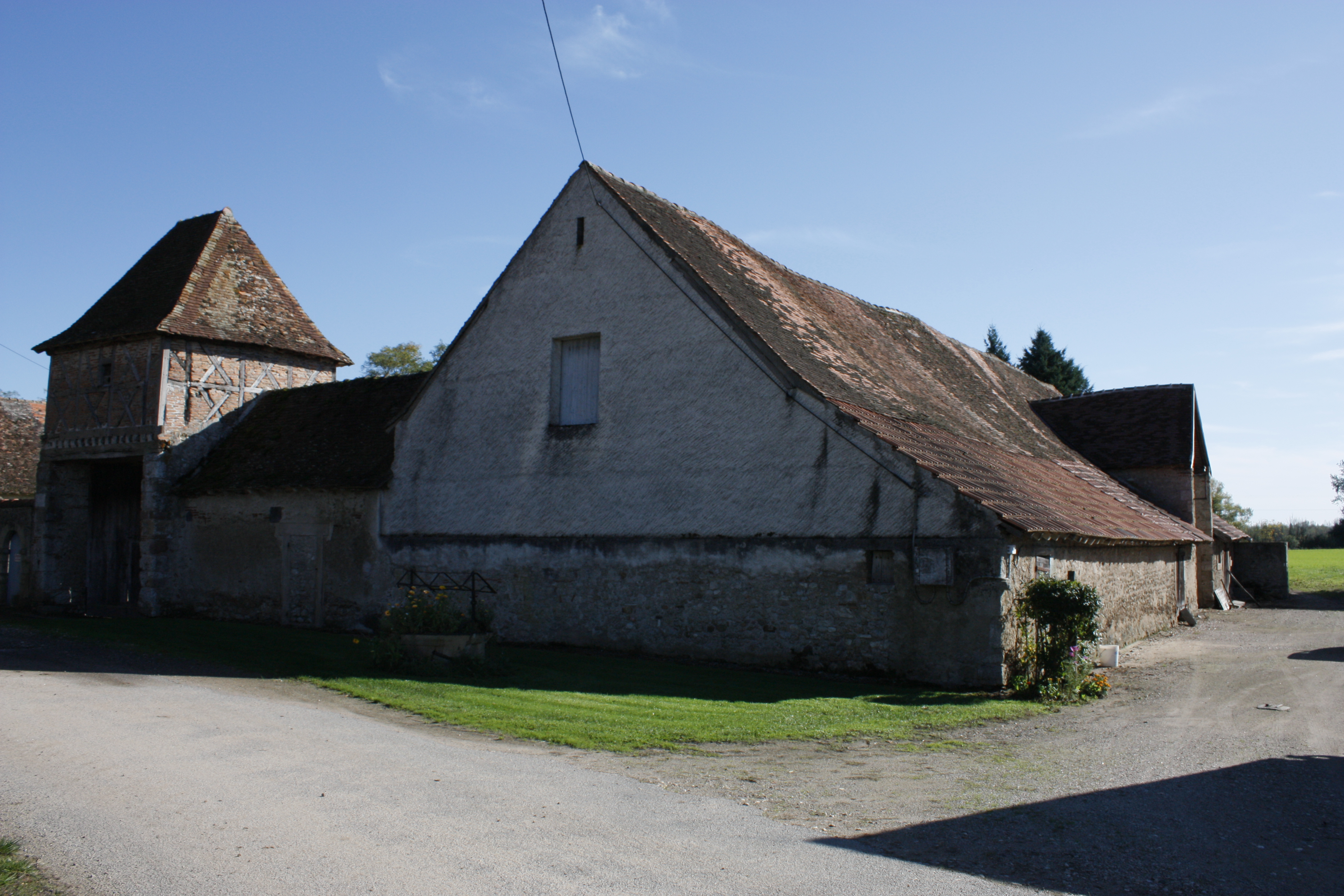
Domäne Les Girodeaux, Monument historique
- Schloss Les Moquets
- Schloss Prévia
- Schloss Soupaize
- Naturschutzgebiet Val d'Allier

- Kirche Saint-Denis
- Domäne Les Girodeaux